# Geranium ferganense
Geranium ferganense là một loài thực vật có hoa trong họ Mỏ hạc. Loài này được Bobrov mô tả khoa học đầu tiên năm 1949.